# Асмус, Владимир Константинович
Владимир Константинович Асмус (25 апреля (7 мая) 1891, С.-Петербург — 19 февраля (3 марта) 1960, США) — библиограф и историк по естественным наукам.

## Биография
Происходил из обрусевшей немецкой семьи, выходцев из Саксонии. Правнук придворного садовода А. И. Асмуса. Православный. Отец — слушатель Николаевской академии Генерального штаба, поручик Свеаборгской крепостной артиллерии К. В. Асмус, впоследствии генерал-лейтенант (2.09.1915), командующий 27-й пехотной дивизией (утверждён в должности 2 сентября 1915 года), георгиевский кавалер. Мать — Евгения Николаевна, урождённая Автамонова, дочь коллежского советника. Крещён 19 (31) мая 1891 в соборе Святых апостолов Петра и Павла в С.-Петербургской (Петропавловской) крепости. Восприемники: инженер-поручик С.-Петербургского крепостного инженерного управления Владимир Фёдорович Асмус и вдова коллежского советника Александра Николаева Автамонова.
Окончил 3-й Московский Императора Александра II кадетский корпус (1908) и Николаевское инженерное училище в С.-Петербурге, по 1-му разряду (31.08.1908—6.08.1912). С 1912 по 1920 служил в инженерно-саперных частях. 6 (19) августа 1912 произведён из портупей-юнкеров в подпоручики, со старшинством с 6 (19) августа 1910, и назначен в 9-й саперный батальон в Варшаве. С 13 (26) сентября 1912 — младший офицер телеграфной роты. С 11 (24) ноября 1913 — делопроизводитель батальонного суда.
В том чине — участник Первой мировой войны. С 20 августа (2 сентября) 1914 числился пропавшим без вести под Нейденбургом. Три года провел в германском плену. После освобождения вернулся в Россию. Участник Белого движения. В 1920 эвакуирован в Константинополь. Оказывал помощь беженцам в Константинополе и в Малой Азии (Бейрут, Дамаск, Иерусалим), работая в Near East Relief. В 1923 эмигрировал в США. Работал в Детройте инженером на заводе Форда. С 1929 по 1931 служил в фирме Игоря Сикорского.
Затем началась деятельность В. К. Асмуса как библиографа по естественным наукам, в основном ботаники и географии. В 1931—1939 участвовал в составлении библиографии в библиотеке Нью-Йоркского ботанического сада. В 1939—1947 — помощник библиотекаря в The Arnold Arboretum of Harvard University, участвовал в составлении библиографии в библиотеке Гарвардского университета (Кембридж, штат Массачусетс). В 1947—1957 служил в Славянском отделе Вайденеровской библиотеки Гарвардского колледжа. Сотрудничал в русских газетах: «Россия» (Нью-Йорк) и в «Русской жизни» (Сан-Франциско), — в научных журналах Journal of the Arnold Arboretum, Science, Nature, Mycologia, Chronica Botanica и др.
Принимал участие в составлении четырехтомной ботанической библиографии, изданной Гарвардским университетом. Составил серию биографических очерков для Британской энциклопедии о ботаниках всех национальностей, а также библиографический указатель русских ботаников и собирателей гербариев (1700 имен). Печатался в Polyglot Dictionary of Botanical Terms на семи языках. Автор около 60 статей по истории естественных наук (ботаники и географии) в России, в том числе биографий русских натуралистов, путешественников и просветителей: Э. Л. Регеля, К. А. Тимирязева, Г. С. Карелина, И. П. Кирилова, В. Г. Бессера, Е. Р. Дашковой, Ф. П. Врангеля и др.

## Публикации
- Aleutian Islands: their military importance and nistorico-geographical sketch. Rossiya 10 (2494), 1942, рр. 3-4. (In Russian).

- Eduard von Regel (1815—1892) and his contributions to botany and horticulture in Russia. Chronica bot. VII, 1942, pp. 199—200, portr.

- First Russian mission to Japan under the command of Lieutenant Adam Laxmann. Rossiya 10 (2419), 1942, рр. 3-4. (In Russian).

- Inseparable friends: life, travels and contemporaneous death of Lieutenant Khvostov and Ensign Davydov. Rossiya 11 (2621), 1943, рр. 3-4. (in Russian).

- K. A. Timiriazev (1843—1920); an appreciation. Chronica bot. 7, 1943, pp. 310—311.

- K. A. Timiriazev, a great Russian physiological botanist. Rossiya 11 (2641), 1943, pp. 107—117.

- Karelin (1801—1872) and Kirilov (1821—1842), exlorers of Siberia and Middle Asia. Journ. Arnold Arbor. XXIV, 1943, pp. 107—117.

- Memoirs of a captivity in Japan, during the years 1811, 1812, and 1813, by Captain Golownin. Rossiya 11 (2546), 1943, 3. [A rewiev, in Russian].

- A new-comer to America from Soviet Union — kok-saghyz (Russian dandelion). Rossiya 10 (2431), 1942, 3. [In Russian].

- Quinine, malaria and war. Rossiya 11 (2576), 1943, 3. [In Russian].

- Russian explorers: I. Vladimir Atlasov, the conqueror of Kamchatka. Rossiya 10 (2477), 1942, 3-4. [In Russian].

- War activity of Soviet botanists. Rossiya 11 (2660), 1943. 4, 6. [In Russian].

- Willibald von Besser (1784—1842). Nature 151, 1943, р. 731.

- А few words on Russian names. Science II, 98, 1943, 450.

- Insecticides and their importance for the home front. Rossiya 11 (2713), 1943, 3, 6.

- More about kok-sagyz. Rossiya 11 (2752), 1943, 4. [In Russian].

- Princess Ekaterina Romanovna Dashkova, 1744—1810. Rossiya 12 (2912), 1944, 3-4.

- G. Gmelin, a martyr of science. Rossiya 11 (2733), 1943, 4, 6. [In Russian].

- Admiral Baron F. P. Wrangel. Rossiya 13 (3157), 1945, 4-5. [In Russian].

- Deaths off Russian botanists. Science II, 101, 1945, pp. 166—167.

- Early spring in New England. Rossiya 13 (3128), 1945, 4. [In Russian].

- Losses in personnel of Soviet botany during the war. Science II, 100, 1944, pp. 43-44.

- Polish mutiny of 1771 in Kamchatka. Rossiya 13 (3067), 1945, 3-4. [In Russian].

- Princess Ekaterina R. Dashkova (1744—1810). Russia 2 (9), 1945, pp. 12-13.

- Prof. V. А. Tranzschel, 1868—1942. Mycologia 37, 1945, pp. 271—274.

- A remarkable educator of the 18-th century. Rossiya 13 (3053), 1945, 3-4. [In Russian].

- Russia then and always" by Nina and Fillmore Hyde. A critical note. Rossiya 13 (3046), 1945, 3-4. [In Russian].

- Russian explorations in the Pacific. I. Discovery of Bering Strait by S. Dezhnev. Russia 1 (2), 1944, pp.12-13; II. First expedition of Bering and Chirikov. Russia 1 (4), 1944, pp. 13-14.

- Russian investigations in the Pacific. I. Discovery of Bering Strait by S. Dezhnev. Rossiya 12 (2997), 1944, 4-5. [In Russian].

- Second expedition of Bering and Chirikov 1733—1742. I—III. Russia 1(6), 1944, 8-10; 2 (13), 1945, 14-16; 2 (17), 1945, 15-16.

- The unexplored regions of New Guinea. Rossiya 13, (3119), 1945, 4, 6. [In Russian].

- Dr. E. V. Wulff — A. Wictim of War. Chronica bot. IX, 1945, pp. 210—211.